# Arctonyx albogularis
Il tasso naso di porco settentrionale (Arctonyx albogularis (Blyth, 1853)) è un carnivoro della sottofamiglia dei tassi (Melinae) appartenente alla famiglia dei Mustelidi (Mustelidae). È presente nella Cina centrale e meridionale, nell'estremità orientale del Tibet e nell'Himalaya orientale.

## Descrizione
È un tasso di medie dimensioni. Con una lunghezza testa-tronco di 55-70 centimetri e una coda lunga 11,4-22,2 centimetri, ha all'incirca le stesse dimensioni del tasso europeo. La coda misura solitamente un quarto della lunghezza testa-tronco. Il piede posteriore misura 7,6-9,5 centimetri e le orecchie sono lunghe circa 3,9 centimetri. Il cranio è lungo 116-149 mm (lunghezza condilobasale) e largo 68,8-89,1 mm (larghezza dell'arco zigomatico). La cresta sagittale è assente o poco sviluppata. La pelliccia è ispida e di colore prevalentemente nero sulla parte anteriore del dorso, mentre su quella posteriore è nera mista a peli bianchi. È più morbida e più lunga di quella delle altre specie di tasso naso di porco. In inverno, il tasso naso di porco settentrionale sviluppa un denso sottopelo e i peli di guardia raggiungono una lunghezza superiore ai 7 cm.
Il tasso naso di porco settentrionale è significativamente più piccolo del tasso naso di porco (A. collaris), ha un cranio più gracile e, in media, premolari e molari più piccoli. Rispetto al tasso naso di porco di Sumatra (A. hoevenii), il tasso naso di porco settentrionale è più grande, ha un cranio più grande, un muso più largo e proporzionalmente meno allungato e denti posteriori più grandi. Dal momento che i peli di guardia neri della pelliccia si sovrappongono fortemente al sottopelo più chiaro, il tasso naso di porco settentrionale è significativamente più scuro del tasso naso di porco, ma non così scuro come il tasso naso di porco di Sumatra.

## Biologia
Il tasso naso di porco settentrionale è diffuso in Cina dalle province di Gansu, Hebei, Shanxi e Liaoning a nord fino a quelle di Yunnan, Guangxi e Guangdong a sud, nonché nell'estremità orientale del Tibet, nell'India nord-orientale e forse anche in Nepal e nel nord del Bangladesh. Nell'India nord-orientale, l'areale si sovrappone a quello del tasso naso di porco. Questi animali vivono nelle foreste e nelle praterie temperate fino a un'altitudine di 4300 metri e in alcune aree sono relativamente comuni. Fatta eccezione per la stagione degli amori in aprile e maggio, i tassi sono solitari. Preferiscono costruire le loro tane sotterranee sulle rive di torrenti e fiumi. I piccoli, da uno a quattro per cucciolata, nascono a febbraio o marzo e vengono allattati per circa quattro mesi. A differenza delle altre specie di tasso naso di porco, il tasso naso di porco settentrionale di solito va in letargo da novembre a febbraio, soprattutto nel nord della Cina. Creatura prevalentemente notturna, è attivo principalmente dalle 19:00 alle 21:00 e dalle 3:00 alle 5:50. Tra i predatori del tasso naso di porco settentrionale vi sono il leopardo, il lupo e l'orso dal collare.
Finora sono stati condotti due studi sull'alimentazione del tasso naso di porco settentrionale. Nel Jiangxi, nella Cina sud-orientale, gli esemplari esaminati avevano una dieta quasi esclusivamente carnivora durante il periodo di studio. Resti di piccoli vertebrati, in particolare roditori, sono stati trovati nel 77% dei campioni fecali esaminati e le lumache, i cui resti sono stati trovati nel 19% dei campioni, costituivano una parte consistente della dieta. Non sono stati trovati resti di piante. Al contrario, i tassi nasi di porco settentrionali esaminati nello Shaanxi, nel nord della Cina, mangiavano principalmente vermi, coleotteri, cicale, bruchi, radici, foglie e ghiande. Resti di roditori, serpenti, rane e uccelli sono stati trovati solo nel 16% dei campioni di feci. Si deve presumere che i tassi nasi di porco settentrionali siano onnivori adattabili che utilizzano un'ampia varietà di fonti alimentari a seconda della stagione, delle condizioni locali e delle preferenze individuali.

## Tassonomia
Il tasso naso di porco settentrionale venne descritto scientificamente per la prima volta nel 1853 dallo zoologo inglese Edward Blyth con il nome di Meles albogularis. Le descrizioni di alcuni sinonimi furono pubblicate dal naturalista francese Alphonse Milne-Edwards (Meles leucolaemus Milne-Edwards, 1867 e Meles (Arctonyx) obscurus Milne-Edwards, 1871) e dallo zoologo britannico Oldfield Thomas (Arctonyx leucolaemus orestes Thomas, 1911 e Arctonyx obscurus incultus Thomas, 1922). In seguito tutti i nomi attribuiti a questa specie divennero sinonimi di Arctonyx collaris, il tasso naso di porco. Nel 2008, lo zoologo americano Kristofer Helgen, sua moglie e un collega di Singapore hanno riconvalidato la specie con il nome di Arctonyx albogularis dopo essere stati in grado di dimostrare significative differenze morfologiche tra le tre specie di tasso naso di porco.